# Xian de Jianshui
Le xian de Jianshui (建水县 ; pinyin : Jiànshuǐ Xiàn) est un district administratif de la province du Yunnan en Chine. Il est placé sous la juridiction de la préfecture autonome hani et yi de Honghe.

## Démographie
La population du district était de 485 260 habitants en 1999.

## Histoire
C’est une ancienne ville de garnison ancienne puisque son histoire militaire remonte au XIIIe siècle. Elle contrôlait, la route de la soie.
Jianshui comprend de nombreuses constructions ancienne, avec des maisons traditionnelles, sa mosquée, ses multiples monastères bouddhiques et un temple de Confucius (temple de la littérature), datant de 1285.

## Patrimoine

### Temple de Confucius
Il fut construit vers 1285 pendant l'occupation mongole. Il est le deuxième plus grand lieu dédié à Confucius en Chine après le temple de Qufu, dans la province du Shandong. C’est à cet endroit que la famille impériale dû s’exiler par les membres de la dynastie Yuan qui voulaient s'assurer qu'elle ne troublerait pas leur règne. Les membres de cette famille, lettrés et cultivés, tenaient à conserver leur identité face à l'occupant. C’est la raison pour laquelle, le temple a gardé cette vocation culturelle

### Mosquée

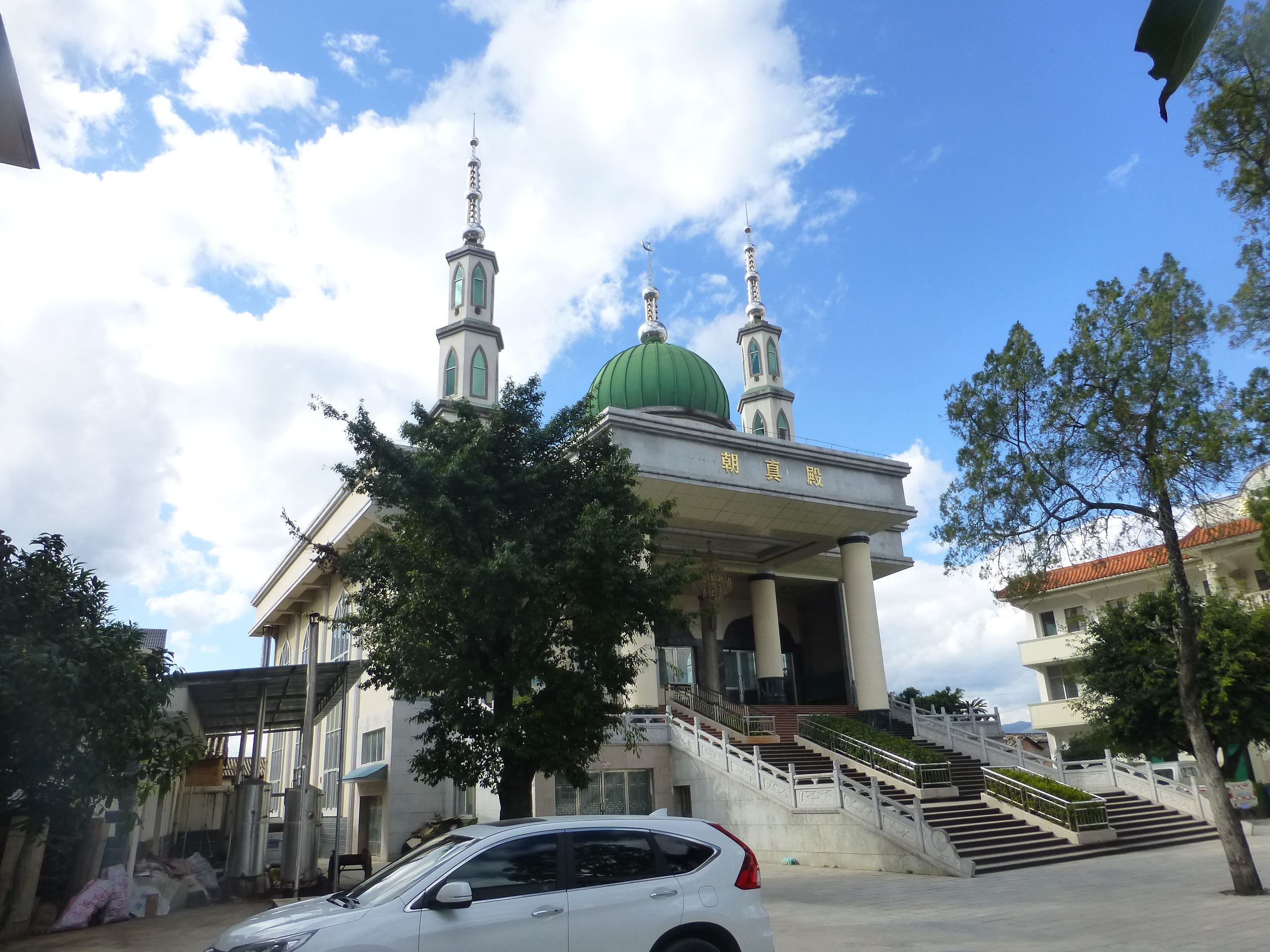
Mosquée du bourg de Qujiang

Le bourg de Qujiang (zh) (曲江镇) comporte une mosquée appelée Chaozhendian 朝真殿。

## Ethnographie
Jianshui est la capitale d’un district peuplé à 32 % de minorités ethniques, parmi lesquels des Yi, des Hani des Hui qui ont construit des mosquées, des Miao, des dai.